# 佩廷 (巴伐利亚州)
佩廷是德国巴伐利亚州的一个市镇。总面积29.93平方公里，总人口2321人，其中男性1199人，女性1122人（2011年12月31日），人口密度78人/平方公里。